# Tatsuya Okamoto
Tatsuya Okamoto (岡本 達也 Okamoto Tatsuya?, nacido el 19 de septiembre de 1986 en Shizuoka) es un exfutbolista japonés. Jugaba de delantero y su último club fue el Gainare Tottori de Japón.

## Trayectoria

### Clubes
| Club            | País  | Año         |
| --------------- | ----- | ----------- |
| Júbilo Iwata    | Japón | 2005 - 2006 |
| Mito HollyHock  | Japón | 2011 - 2012 |
| Gainare Tottori | Japón | 2013 - 2014 |

## Estadística de carrera

### J. League
| Club            | Año   | J. League | J. League | Copa J. League | Copa J. League | Total | Total |
| Club            | Año   | Part.     | Goles     | Part.          | Goles          | Part. | Goles |
| --------------- | ----- | --------- | --------- | -------------- | -------------- | ----- | ----- |
| Júbilo Iwata    | 2005  | 0         | 0         | 0              | 0              | 0     | 0     |
| Júbilo Iwata    | 2006  | 0         | 0         | 0              | 0              | 0     | 0     |
| Mito HollyHock  | 2011  | 24        | 3         | -              | -              | 24    | 3     |
| Mito HollyHock  | 2012  | 18        | 8         | -              | -              | 18    | 8     |
| Gainare Tottori | 2013  | 23        | 3         | -              | -              | 23    | 3     |
| Gainare Tottori | 2014  | 30        | 5         | -              | -              | 30    | 5     |
| Total           | Total | 95        | 19        | 0              | 0              | 95    | 19    |